# Microsciurus mimulus
Microsciurus mimulus је сисар из реда глодара и породице веверица (лат. Sciuridae).

## Распрострањење
Врста има станиште у Еквадору, Колумбији и Панами.

## Станиште
Врста Microsciurus mimulus има станиште на копну.

## Угроженост
Ова врста није угрожена, и наведена је као последња брига јер има широко распрострањење.

### Популациони тренд
Популација ове врсте је стабилна, судећи по доступним подацима.